# Am Ettersberg
Am Ettersberg ist eine Landgemeinde im Landkreis Weimarer Land im  Freistaat Thüringen (Deutschland), die zum 1. Januar 2019 entstanden ist.
Die Gemeinde wurde nach dem Ettersberg, einem Höhenzug im Inneren des Thüringer Beckens, benannt.

## Geographie
Das Gemeindegebiet der Gemeinde Am Ettersberg dehnt sich über das Gebiet zahlreicher Ortschaften nördlich von Weimar aus.
Gemeindegliederung
Die Gemeinde besteht aus den Ortsteilen Berlstedt, Buttelstedt, Daasdorf, Großobringen, Haindorf, Heichelheim, Hottelstedt, Kleinobringen, Krautheim, Nermsdorf, Ottmannshausen, Ramsla, Sachsenhausen, Schwerstedt, Stedten am Ettersberg, Thalborn, Vippachedelhausen, Weiden und Wohlsborn.

## Geschichte

### Gründung der Landgemeinde
Im Rahmen der freiwilligen Zusammenschlüsse der Gebietsreform 2019 verständigten sich die Gemeinden Berlstedt, Buttelstedt (Stadt), Großobringen, Heichelheim, Kleinobringen, Krautheim, Ramsla, Sachsenhausen, Schwerstedt, Vippachedelhausen und Wohlsborn zum 1. Januar 2019 auf eine Fusion zur Stadt und Landgemeinde Am Ettersberg. Sie gehörten mit Ballstedt, Ettersburg und Neumark (Stadt) sowie Rohrbach und Leutenthal zur Verwaltungsgemeinschaft Nordkreis Weimar, die ebenfalls zum 1. Januar 2019 aufgelöst wurde.  Ballstedt, Ettersburg und Neumark blieben selbständige Kommunen, die Verwaltung wird durch die Landgemeinde Am Ettersberg erfüllt. Leutenthal und Rohrbach ließen sich in die benachbarte Landgemeinde Ilmtal-Weinstraße eingliedern. Am Ettersberg trägt die Bezeichnung „Stadt“ seit dem 1. August 2019 nicht mehr.

### Einwohnerentwicklung
In der nachstehenden Tabelle ist die Entwicklung der Einwohnerzahl seit der Gründung der Landgemeinde 2019 dargestellt. Ermittelt wurden die Werte jeweils zum Stichtag 31. Dezember.
| Jahr | Einwohner |
| ---- | --------- |
| 2019 | 7098      |
| 2020 | 7100      |
| 2021 | 7081      |
| 2022 | 7124      |
| 2023 | 7070      |

## Politik

### Gemeinderat
Der Gemeinderat der Gemeinde Am Ettersberg besteht aus 20 gewählten Gemeinderatsmitgliedern. Zusätzlich gehört der Bürgermeister dem Gemeinderat an. Das Ergebnis der Gemeinderatswahl am 26. Mai 2024 führte zu 16 Sitzen für die  Wählergruppe Landgemeinde (Stimmenanteil 78,3 %) und 4 Sitzen für die Liste IG Wir am Ettersberg (21,7 %). Die Wahlbeteiligung lag bei 66,9 %.

### Bürgermeister
Bei der Bürgermeisterwahl am 26. Mai 2019 konnte niemand der vier Kandidaten die erforderliche absolute Mehrheit erreichen. Thomas Heß (CDU) verfehlte diese mit 48,9 % nur knapp. Bei der Stichwahl am 9. Juni 2019 wurde er dann mit 65,2 % der gültigen Stimmen zum hauptamtlichen Bürgermeister der Landgemeinde gewählt.
Am 30. März 2025 wurde Heß im ersten Wahlgang für eine zweite Amtszeit gewählt.  Er setzte sich dabei mit 52,5 % gegen einen Mitbewerber durch.

## Wirtschaft und Infrastruktur

### Wasserver- und Abwasserentsorgung
Der Wasserversorgungszweckverband Weimar versorgt die Gemeinde mit Trinkwasser. Die Abwasserentsorgung übernimmt für die Gemeinde Am Ettersberg der Abwasserzweckverband Nordkreis Weimar.

### Verkehr
Durch Am Ettersberg verläuft die Eisenbahnschnellfahrstrecke Erfurt–Leipzig/Halle.